# Seututie 143
Pour les articles homonymes, voir Route 143.
La route régionale 143 (finnois : Seututie 143) est une route régionale qui est la ceinture périphérique Nord d'Hyvinkää en Finlande,,.

## Présentation
La seututie 143 est une route régionale d'Uusimaa.
La route longe l'aérodrome d'Hyvinkää (fi).